# 埃奇沃斯級數
埃奇沃斯級數（Edgeworth series）是以愛爾蘭經濟學家埃奇沃斯來命名的。它和 Gram-Charlier A series 一樣，是把一個隨機變數的機率密度函數展成級數，級數中的每一項是用該隨機變數的累积量來表達。對同一個分布，Gram-Charlier A series 和埃奇沃斯級數展出來是同樣的級數，只是項的排列不同。（也因此只取前幾項作為逼近時的誤差會有所不同）

## Gram-Charlier A series
Gram-Charlier A series 的主要想法，是把待逼近分布（以F 為它的密度函數）的特徵方程，寫成另一個已知分布的特徵方程的展式，再經過傅立葉變換的逆變換，就可以求得F 的展式。
假設f 是待逼近分布的特徵方程，{\displaystyle \kappa _{r}}是這個分布的 累积量。現在將它展成和另一個已知分布相關的級數。該已知分布的密度函數為 {\displaystyle \Psi }，特徵函数為 {\displaystyle \psi }，累积量 為 {\displaystyle \gamma _{r}}。常見的作法是選用正态分布作為已知分布，但事實上選用其它的分布函數也是可行的。由累积量的定義，下列這個等式是恆成立的：
{\displaystyle f(t)=\exp \left[\sum _{r=1}^{\infty }(\kappa _{r}-\gamma _{r}){\frac {(it)^{r}}{r!}}\right]\psi (t)\,.}
由傅立葉變換的性質，(it)rψ(t) 是 (−1)r Dr {\displaystyle \Psi }(x) 的傅立葉變換，其中 D 代對 x 的微分算子。這樣我們就得到 F 的一個級數
{\displaystyle F(x)=\exp \left[\sum _{r=1}^{\infty }(\kappa _{r}-\gamma _{r}){\frac {(-D)^{r}}{r!}}\right]\Psi (x)\,.}
如果令 {\displaystyle \Psi } 為正态分布的密度函數且其期望值和方差与分布 F相同，也就是說，期望值 μ = κ1，變異數 σ2 = κ2，則此展式變成
{\displaystyle F(x)=\exp \left[\sum _{r=3}^{\infty }\kappa _{r}{\frac {(-D)^{r}}{r!}}\right]{\frac {1}{{\sqrt {2\pi }}\sigma }}\exp \left[-{\frac {(x-\mu )^{2}}{2\sigma ^{2}}}\right]\,.}
再將指數函數展開並按微分階數逐項列出，就得到 Gram-Charlier A series。例如，選用正態分布做為已知分布，展到前兩項就可以得到
{\displaystyle F(x)={\frac {1}{{\sqrt {2\pi }}\sigma }}\exp \left[-{\frac {(x-\mu )^{2}}{2\sigma ^{2}}}\right]\left[1+{\frac {\kappa _{3}}{3!\sigma ^{3}}}H_{3}\left({\frac {x-\mu }{\sigma }}\right)+{\frac {\kappa _{4}}{4!\sigma ^{4}}}H_{4}\left({\frac {x-\mu }{\sigma }}\right)\right]\,,}
其中 H3(x) = x3 − 3x；H4(x) = x4 − 6x2 + 3 （即埃爾米特多項式）
注意到以上的 series 並不保證函数值恆正，所以事实上並不一定是一個密度函數。在許多情況下，Gram-Charlier A series 會發散—仅當 x 趨近無限大時 F(x) 遞降的比 exp(−x2/4) 快時它才會收斂 (Cramér 1957)。當它不收斂時，這不是一個真正的漸近展式，因為要估計這個展式的誤差是不可能的。因此，一般的情況埃奇沃斯級數（見下一節）比 Gram-Charlier A series 更常用。

## 延伸阅读
- H. Cramér (1957). Mathematical Methods of Statistics. Princeton University Press, Princeton.
- D. L. Wallace (1958). "Asymptotic approximations to distributions". Annals of Mathematical Statistics 29:635–654.
- M. Kendall & A. Stuart (1977), The advanced theory of statistics, Vol 1: Distribution theory, 4th Edition, Macmillan, New York
- P. McCullagh (1987). Tensor Methods in Statistics.  Chapman and Hall, London.
- D. R. Cox and O. E. Barndorff-Nielsen (1989). Asymptotic Techniques for Use in Statistics.  Chapman and Hall, London.
- P. Hall (1992).  The Bootstrap and Edgeworth Expansion.  Springer, New York.
- S. Blinnikov and R. Moessner (1998). Expansions for nearly Gaussian distributions（页面存档备份，存于）. Astron. Astrophys. Suppl. Ser. 130:193–205.
- J. E. Kolassa (2006).  Series Approximation Methods in Statistics, 3rd Edition. (Lecture Notes in Statistics #88). Springer, New York.